# Benjamin Kuch
Benjamin Kuch (* 21. März 1988 in Stuttgart) ist ein deutscher Schauspieler und Sänger.

## Leben
Benjamin Kuch wurde 1994 in Stuttgart-Bad Cannstatt eingeschult, er wechselte 1998 auf das Gottlieb-Daimler-Gymnasium, wo er im Frühsommer 2007 das Abitur absolvierte. Von Oktober 2007 bis Ende 2013 studierte Kuch Technologiemanagement an der Universität Stuttgart und schloss mit dem Diplom ab. 
Seitdem promoviert er an der Graduate School of Excellence advanced Manufacturing Engineering (GSaME) der Universität Stuttgart über das Thema „Synergieeffekte in regionalen Produktionsnetzwerken“.

## Karriere
Seine Karriere begann mit der Jugendserie fabrixx, in der er in allen 220 produzierten Folgen als Dennis Kusterer mitwirkte. Dies war eine der Hauptrollen der Serie. Nach seinen Auftritten bei fabrixx bekam Benjamin Kuch eine Gastrolle in der Kinderkrimiserie Ein Fall für B.A.R.Z. 2005 wirkte er im Kurzfilm Zerbrochene Flügel mit. Des Weiteren startete er das Projekt Mannschaft 06, welches zum Ziel hatte, ein Album von vier Rappern herauszubringen. Das Projekt veröffentlichte die LP M 06 zusammen mit dem Stuttgarter Produzent Michael Ferrer.

## Filmografie
- 2000–2005: fabrixx
- 2005: Ein Fall für B.A.R.Z. (Fernsehserie, Folge: Auf der Kippe)
- 2005: Zerbrochene Flügel (Kurzfilm)

## Diskografie
- 2006: Mannschaft 06:  M 06 (als Bents)